# Echampati Gayathri
Echampati Gayathri (née Gayathri Vasantha Shoba) est une musicienne indienne, représentante du vînâ et de la musique carnatique traditionnelle.

## Biographie
Echampati Gayathri populairement connue sous le nom de «Vînâ Gayathri» est née le 9 novembre 1959. Elle est la fille de Kamala Aswathama, une vînâ vidushi, et de G. Aswathama, directeur de musique de film dans l'industrie cinématographique telugu.

## Carrière
Echampati Gayathri s'est d'abord formée avec ses parents, puis avec Sangita Kalanidhi TM Thyagarajan (en), chanteur et compositeur carnatique.
En 1968, elle arrive comme une enfant prodige sur la scène traditionnelle carnatique. Son succès et sa carrière lui vaut de recevoir le prix Sangeet Natak Akademi en 2002 et d'être nommée en 2013 par la ministre en chef du Tamil Nadu, Jayalalithaa Jayaram, première vice-chancelière de l'Université de musique et des beaux-arts (en) du Tamil Nadu,. En 2017, E.Gayathri obtient un doctorat de la World Tamil University.
Tout au long de sa carrière Echampati Gayathri enregistre de nombreux albums et donne des concerts en Inde mais également à l'étranger, aux États-Unis, en Europe, à Singapour ou encore en Malaisie pour n'en nommer que quelques-uns. Elle est également l'une des nombreuses artistes indiennes bien connues à avoir figuré dans la chanson de l'hymne Jana Gana Mana du compositeur AR Rahman.

## Récompenses
- Senior Grade décerné par All India Radio à l'âge de 13 ans; sans audition en reconnaissance de talents prodigieux, en 1973.
- «Kalaimamani», prix de l'État du Tamil Nadu décerné par le Dr MGR en 1984.
- Prix «Sangeet Natak Akademi» du Dr Abdul Kalam en 2002[8].
- Prix «Kumara Gandharva» du gouvernement du Madhya Pradesh en 1999.
- Sangeetha Kalasikhamani, 2001 par The Indian Fine Arts Society, Chennai[9].
- «Sangeetha Kalasarathy», de Sri Parthasarathy Swami Sabha en 2009[2].
- Prix «Lifetime Achievement» du Rotary East Chennai en 2011.